# Ken Martin

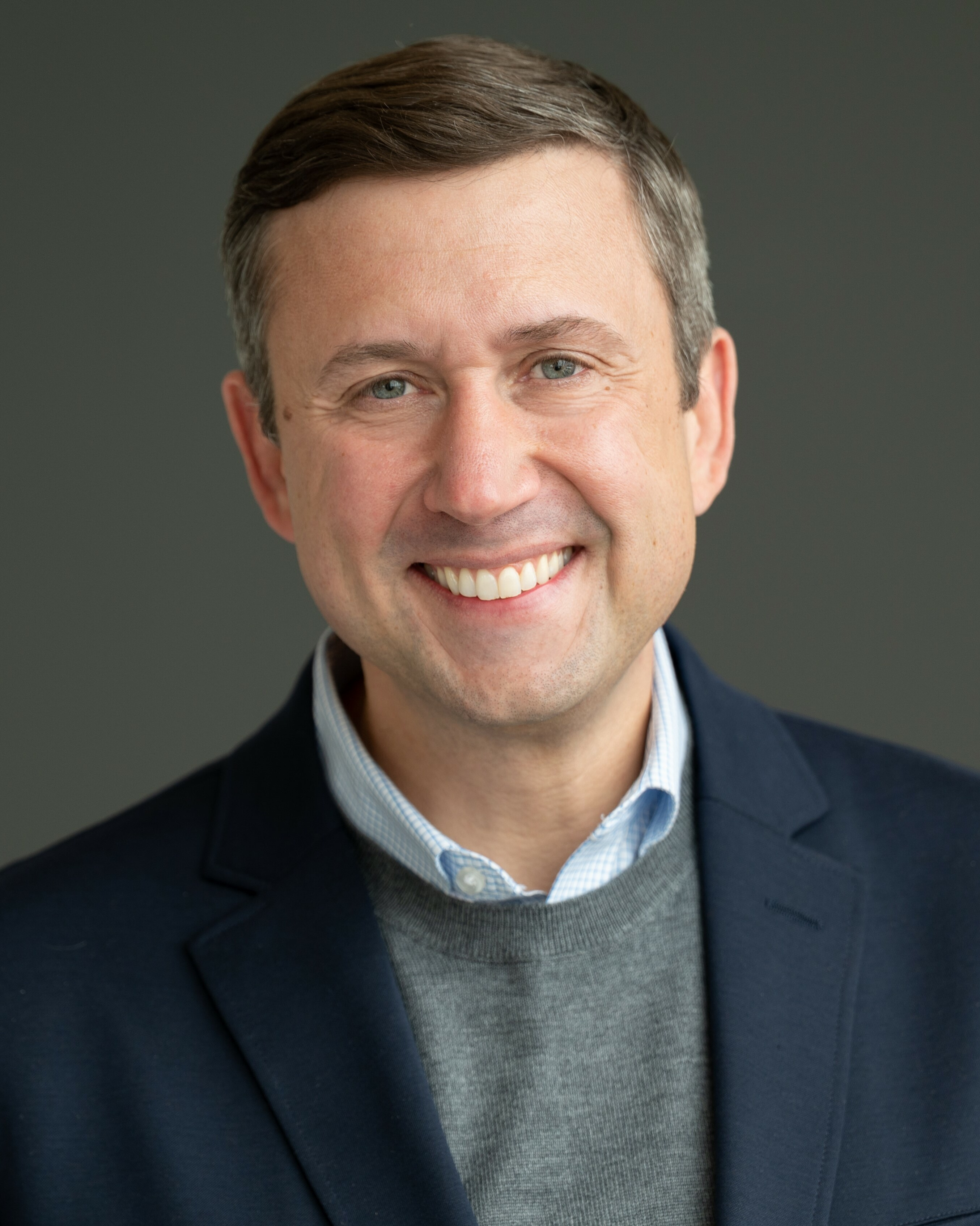
Ken Martin (2020)

Kenneth Nathan Martin (geboren am 17. Juli 1973 in Minneapolis, Minnesota) ist ein US-amerikanischer Politiker der Demokratischen Partei. Seit Februar 2025 ist er Vorsitzender des Democratic National Committees.

## Beruflicher Werdegang
Martin besuchte die High School in Eden Prairie sowie anschließend die University of Kansas, die er mit Bachelors in Politischer Wissenschaft und Geschichte verließ. Bereits während dieser Zeit war er positiv aufgefallen, weil er sich um die Probleme seiner Kommilitonen kümmerte. Er wurde daher mit dem Donald K. Alderson Memorial Award ausgezeichnet.
1998 zog Martin zurück nach Minnesota, wo er eine Stelle bei der Minnesota Democratic-Farmer-Labor Party antrat. Von 2001 bis 2005 arbeitete er im Ramsey County für die Umweltschutzbeauftragte Susan Haigh sowie anschließend für einen Staatsanwalt in Minnesota, Mike Hatch, um ihn bei seiner Wahl zum Gouverneur 2006 zu unterstützen. 2008 organisierte Martin eine Kampagne, als deren Ergebnis der Clean Water, Land and Legacy Amendment verabschiedet wurde. Das Gesetz ist von Bedeutung für den Umweltschutz in Minnesota. Anschließend wurde Martin Geschäftsführer der WIN Minnesota PAC, die ehrenamtlichen Organisationen im Staat finanzielle Mittel und Unterstützer besorgen soll. Nachdem Mark Dayton Ende 2010 für den Posten des Gouverneurs von Minnesota kandidiert hatte, organisierte Martin die Neuauszählung der Wahl, als deren Ergebnis Dayton als Gewinner bestätigt wurde. Dayton fragte Martin, ob er als Geschäftsführer der Partei arbeiten wolle. Im Februar 2011 wurde Martin ohne Gegenkandidat in dieses Amt gewählt.

## Politischer Werdegang
Martins politischer Werdegang begann 1990, als er Mitarbeiter von Paul Wellstone wurde. 1992 organisierte er Wahlkampfveranstaltungen im Süden der USA für das Kandidatenteam Bill Clinton/Al Gore zur Präsidentschaftswahl 1992. Wieder daheim in Minnesota unterstützte er 2000 Gores Kandidatur und Wahlkampf und 2004 den von John Kerry.
Nachdem Martin 2017 zum Vorsitzenden der Association of State Democratic Committees (ASDC) gewählt worden war, wurde er dadurch auch einer der stellvertretenden Vorsitzenden des Democratic National Committees. Am 1. Februar 2025 wurde Martin als Nachfolger von Jaime Harrison zum Vorsitzenden des Committees gewählt.

## Privates
Ken Martin lebt in Eagan, Minnesota mit seiner Frau Jennifer O’Rourke und zwei Söhnen, Samuel und James. Er kümmert sich dort um die Förderung des Sports für die Jugendlichen. Darüber hinaus war er der Vorsitzende des Basketball-Clubs.